# Las comadres de la rez
Las comadres de la rez, de Tomson Highway es una comedia en cree que se representó por primera vez el 26 de noviembre de 1986 por la compañía de teatro Act IV y Native Earth Performing Arts.
Está inspirada parcialmente en la obra Las cuñadas de Michel Tremblay ya que se basa en los deseos y en los sueños de siete mujeres de la reserva india de Wasaychigan Hill. Sin embargo, mientras que el trato hacia los personajes de Highway es comprensivo y algo más suave, el de Tremblay solo se puede describir como crudo y de una triste realidad.
Asimismo, Las comadres de la rez forma parte de una serie de siete obras a las que su autor denomina como la Septología de la Rez, que también incluye la obra de 1989 Dry Lips Oughta Move to Kapuskasing, que en un primer momento se tituló como Los hermanos de la rez.
La obra incluye un reparto de siete mujeres (con el sueño de ir al "mejor bingo del mundo", y que trabajan duro para conseguirlo) al igual que un actor/bailarín masculino en el rol de Nanabush (que en un primer momento lo interpretó René Highway, hermano del autor). La representación mezcla las oscuras realidades que se dan a veces en la vida cotidiana de una reserva con el humor y los elementos típicos de la espiritualidad aborigen. Además, el autor también incluye algunos diálogos en Cree y Ojibway.
En 2010, Highway representó Iskooniguni Iskweewuk, una versión en Cree de la obra.

## Personajes
| Personajes principales     | Experiencia | Infortunio | Destino |
| -------------------------- | --- | --- | --- |
| Pelagia Narizegada         | Sus hijos están en Toronto mientras que su marido está en Española, Ontario. Su madre está muerta. Trabaja como contratista. Es hermana de Filomena y hermanastra de María Adela, Anita y Emilia.                                                            | Está atrapada en la reserva lo que ha hecho que la odie | Cuando regresa se queda en la misma posición, es decir, sigue atrapada en la reserva. Continua considerándose la jefa. No obstante, ha desarrollado cierta compasión.                               |
| Filomena Coladecabra       | Tuvo una aventura con un cliente de su jefe en Toronto y después dio en adopción a su hijo sin ni siquiera verle. Su madre está muerta. Es la hermana de Pelagia y la hermanastra de María Adela, Anita y Emilia.                                            | Su amante la dejó embarazada y luego la abandonó volviendo con su mujer. No sabe nada del niño, ni siquiera su género.                                             | Gana 600 dólares canadienses en el bingo y se compra el retrete de porcelana que quería. Sin embargo, al igual que Pelagia, a su vuelta todo sigue igual y sigue atrapada en la reserva.            |
| María Adela Mantodestrella | Le quitó el novio, Eugenio, a Anita y tiene con él 14 hijos. Es la hermana de Anita y Emilia y hermanastra de Pelagia y Filomena. | Tiene un cáncer terminal de ovarios. Tiene miedo de que el problema con la bebida de Eugene empeore tras su muerte, al igual de que sus hijos terminen en acogida. | Muere mientras el resto de las comadres están en el bingo y baila con Nanabush |
| Anita Cocina               | Tiene una hija, Ellen, que vive con su novio Raymond en Sudbury. Es hermana de María Adela y Emilia y hermanastra de Pelagia y Filomena. | Su hermana le arrebató su novio, Eugenio, y se casó con él. | Consigue un trabajo de corista para Fritz el Gato en Little Current y vuelve a estar más cerca de conseguir su amor. La gustaría más ser una princesa del judaísmo que una princesa india americana |
| Emilia Diccionario         | Trabaja en una tienda. Dejó la banda motera de las Comadres de la Rez tras el accidente mortal de su amante, Rose, (en el que se mató tras ir de frente contra un camión articulado). Es hermana de María Adela y Anita y hermanastra de Pelagia y Filomena. | Fue forzada a huir y abandonar a su hijo a causa de un marido abusivo que intentó matarla con hacha. Está afligida a causa de la muerte de su amante, Rosie.       | Vuelve a su tienda, embarazada del Gran Joe. |
| Veronique St Pierre        | Adoptó a Zhaboonigan con su marido, Pierre. Es la cuñada del resto de las comadres. | Casi todo el mundo la odia. Su marido, Pierre, gasta todo su dinero en bebida.                                                                                     | Consigue la cocina que había querido durante toda la obra. La usa para cocinar para Eugenio, el viudo de María Adela, y sus hijos.                                                                  |
| Zhaboonigan Peterson       | Tiene una discapacidad mental. Sus padres murieron en un accidente de coche. Más tarde fue adoptada por Verónica y su marido, Pierre. | Fue violada por dos hombres blancos con un destornillador. El resto de personajes se burlan de ella.                                                               | Va a confiar en Emilia y aprende a ayudar en su tienda. |

## Sinopsis
La obra comienza con Pelagia Narizegada clavando tejas en la cubierta de su casa en la reserva ficticia de Wasaychigan Hill en  Ontario. Entonces, se une Filomena, con quien Pelagia discute sobre si debería abandonar la reserva, a lo que la hermana responde de forma escéptica: «Pero naciste aquí. Toda tu caca está en la reserva». Después se une Anita, la hermanastra que tratan con desprecio, para darles la noticia de que está esperando un paquete y que antes de irse tienen que recogerlo.
Entretanto, María Adela está jugando con Zhaboonigan mientras Nanabush, en forma de gaviota, las observa. Aquí es cuando conocemos que María Adela tiene cáncer al igual que las inseguridades de Veronique por no tener hijos de su misma sangre. Las diferentes tensiones entre las siete hermanas, como amantes compartidos y maridos robados, se van mostrando de forma progresiva. Aquí también se conocen los primeros rumores sobre EL BINGO MÁS GRANDE DEL MUNDO, una posibilidad sobre la que todas las mujeres están extasiadas. Pronto, llega Anita y las hermanas parten hacia la tienda de Emilia a descubrir los detalles.
Una vez que las mujeres están reunidas en la tienda salen a relucir los enfados que se habían guardado para sí mismas durante mucho tiempo y la escena se disuelve en las comadres peleándose e intercambiando ataques verbales. Durante la misma escena, Zhaboonigan vaga por el lado del escenario y vuelve a contar al público la historia de la brutal violación que sufrió a manos de dos chicos blancos con un destornillador. Nanabush, al mismo tiempo, se retuerce de forma agónica durante el relato.
Sin embargo, tan pronto como las noticias de que EL BINGO MÁS GRANDE DEL MUNDO se confirman, las mujeres paran de inmediato su disputa y planean entre ellas cómo financiar el viaje a Toronto para poder asistir. Una gran oleada de ideas resultan en que las mujeres planeen el viaje y reúnan el dinero de diversas formas. Una vez que han consolidado sus esfuerzos y ahorros, se embarcan al viaje en una caravana prestada.
Durante el periplo, se topan con varios desvíos en el camino, una rueda pinchada, el colapso de María Adela (y tienen otro encuentro con Nanabush, esta vez en la forma de un chotacabras); pero la parte más emocional son las historias que comparten las mujeres: Emilia recuerda cómo presenció la muerte de su amante en un accidente de moto, el miedo de morir de María Adela, etcétera.
Finalmente, llegan al BINGO MÁS GRANDE DEL MUNDO, donde Nanabush interpreta al dueño al igual que el público le sigue la corriente. Al final de esta escena de clímax, María Adela muere al mismo tiempo que el resto de las mujeres pierden. La obra da un salto de nuevo a Wasaychigan Hill donde presenciamos que Filomena ha ganado 600 dólares y se ha comprado un retrete nuevo, mientras que el resto de las comadres siguen en la misma situación del principio.

## Temas y motivos de la obra

### Nanabush
Nanabush, descrito por Highway como una "figura importante y central en el mundo nativo al igual que Jesucristo en el ámbito de los cristianos", es también central y simbólico en la obra. Aunque está representado por un actor masculino en Las Comadres de la Rez, Tomson le cambia el género en Dry Lips señalando así que Nanabush es tradicionalmente de género binario. El personaje se presenta tanto en escenas de alegría (María Adela y Zhaboonigan jugando inocentemente) como en otras de angustia y desesperación (cuando Zhaboonigan relata su violación, durante las peleas entre las mujeres o cuando María Adela colapsa y muere). Estas apariciones muestran el entendimiento de Nanabush como una deidad apática, reforzando así el final circular y sin determinación de la obra (Pelagia de nuevo en el tejado). Nanabush, que "se presenta" con forma de pájaro, tan solo es visto como "el espíritu interior" de María Adela (que está próxima a la muerte), y de Zhaboonigan (que tiene una discapacidad mental), quizás apelando a la relegación de esta deidad a la marginalidad en la comunidad aborigen.

### La violación/El destornillador
En la obra, los detalles del abuso sexual de Zhaboonigan —incluyendo que fuera secuestrada y atacada con un destornillador— son bastante paralelos a los del asesinato de Helen Betty Osborne de Norway House, Manitoba en 1971. A pesar de las grandes pruebas físicas —sangre, pelo y fragmentos de ropa encontrados en el coche de uno de los sospechosos— no fue hasta 1987, un año después del estreno de la obra, que dos de los tres sospechosos en el asesinato de Osborne fueron acusados. El personaje tan benévolo de Highway, Zhaboonigan, se puede interpretar como una declaración en contra de la injusticia sobre Osborne.
La violación de una mujer aborigen con un símbolo de la dominación occidental es una imagen recurrente en las obras del autor ya que también aparece en Dry Lips con una mujer violada con un crucifijo. Una de las lecturas de esta cruda imagen es la de que el destornillador es utilizado como una herramienta ideológica occidental que arreglaría las malas condiciones de los indios (como, por ejemplo, la discapacidad de Zhaboonigan).

## Críticas e interpretaciones

### TeoríaQueer
En el momento en el que fue escrita, ser abiertamente gay era un estilo de vida extremadamente peligroso. Aunque Highway deja caer en el primer acto la homosexualidad de Emilia, en el segundo, confirma que el personaje ha tenido una relación con una mujer. Ella habla de presenciar la muerte de la anterior líder de la banda motera: «Solo cuando llegué a Chicago tuve el valor para limpiarme del cuello la sangre seca de mi amante. Yo quería a esa mujer, María Adela, la quería como ningún hombre quiso nunca a una mujer.»

### Camp
El poner por encima a los personajes, e incluso, mostrarlos como descarados (las hermanas que hacen cosquillas a las otras en los pechos) se puede atribuir a que Highway recurre al estilo teatral "Camp", de manera intencionada para sorprender y evocar una fuerte reacción del público.

### Integracionismo
A pesar de que la obra está considerada como un clásico del teatro canadiense, el mismo Highway se ha dado cuenta de que apenas se ha representado. De acuerdo con el autor, los teatros de forma normal se encuentran o se enfrentan a dificultades a la hora de encontrar un elenco apropiado de las Naciones Originarias de Canadá; sin embargo, son reticentes a asumir el riesgo de contratar actores que no son de origen aborigen para no herir sensibilidades o ser acusados de apropiación cultural, por lo que la obra suele pasar de largo.
En 2011, el director Ken Gass hizo una producción de Las Comadres de la Rez en el Factory Theater de Toronto. La realizó como parte de un proyecto de investigación de los efectos de un casting integracionista, representó dos interpretaciones de la obra: una con actores exclusivamente de las Naciones Originarias de Canadá y otro con un grupo de actores de una gran variedad de orígenes raciales. Como resultado, montó una producción integracionista por completo.

## Premios
- Ganador en 1986 del Premio Dora Mavor Moore por mejor obra de teatro.
- Ganador en 1987 del Premio Floyd S. Chalmers
- Nominado para el Governor General's Award for English-language drama en 1988.